# Списък на римските управители на Сирия
Списък на римските управители на римската провинция в Сирия.
Сирия е от 64 пр.н.е. римска провинция.
Управители на Сирия:
- 65–61 пр.н.е.: Марк Емилий Скавър Младши
- 61–60 пр.н.е.: Луций Марций Филип
- 59–58 пр.н.е.: Гней Корнелий Лентул Марцелин
- 57–54 пр.н.е.: Авъл Габиний
- 54–53 пр.н.е.: Марк Лициний Крас
- 52–51 пр.н.е.: Гай Касий Лонгин
- 51–50 пр.н.е.: Марк Калпурний Бибул
- 50 пр.н.е.: Фабриций Вейентон (Fabricius Veiento)
- 49–48 пр.н.е.: Квинт Цецилий Метел Пий Сципион
- 47–46 пр.н.е.: Секст Юлий Цезар
- 44–43 пр.н.е.: Луций Стай Мурк
- 44–43 пр.н.е.: Публий Корнелий Долабела
- 43–42 пр.н.е.: Гай Касий Лонгин
- 42–40 пр.н.е.: Луций Децидий Сакса
- 40–38 пр.н.е.: Публий Вентидий Бас
- 38–37 пр.н.е.: Гай Созий
- 35 пр.н.е.: Луций Мунаций Планк
- ок. 34–32 пр.н.е.: Луций Калпурний Бибул
- 32–31 пр.н.е.: Квинт Опий
- 31–29 пр.н.е.: Квинт Дидий
- 29–28 пр.н.е.: Марк Валерий Месала Корвин
- 28/27–25 пр.н.е.: Марк Тулий Цицерон
- 25–23 пр.н.е.: Марк Теренций Варон
- 23–12 пр.н.е.: Марк Випсаний Агрипа
- ca. 13–10 пр.н.е.: Марк Титий
- ca. 10–8/7 пр.н.е.: Гай Сентий Сатурнин
- 7/6–5/4 пр.н.е.: Публий Квинтилий Вар
- 4–1 пр.н.е.: Луций Калпурний Пизон Понтифекс
- 1 пр.н.е.–4 г.: Гай Цезар
- 4–6 г.: Луций Волузий Сатурнин
- 6–12 г.: Публий Сулпиций Квириний
- 12–17 г.: Квинт Цецилий Метел Критски Силан
- 17/18–19 г.: Гней Калпурний Пизон
- ок. 19–21 (23?) г.: Гней Сентий Сатурнин
- 21 (23?)–32(?) г.: Луций Елий Ламия (не започва службата)
- 21 (23?)–32(?) г.: Пакувий (замества Ламия в службата)
- 32–35 г.: Публий Помпоний Флак
- 35–38 г.: Луций Вителий
- 39–42 г.: Публий Петроний
- 42–44 г.: Гай Вибий Марс
- 44–49 г.: Гай Касий Лонгин
- 50/51–59/60 г.: Гай Умидий Дурмий Квадрат
- 59/60–63 г.: Гней Домиций Корбулон
- до 67 г.: Гай Цестий Гал
- от 67 г.: Гай Лициний Муциан
- ок. 72 г.: Луций Юний Цезений Пет
- 73-78 г.: Марк Улпий Траян